# Palazzo Niglio-Iadicicco
Il palazzo Niglio-Iadicicco è un edificio storico, tra i più rilevanti di Frattamaggiore.

## Storia
Costruito dalla famiglia Stanzione nel Cinquecento rimase in loro possesso per oltre un secolo quando passò in eredità ai Niglio,  famiglia proveniente dal Cilento, un loro discendente Attanasio, figlio di Francesco e di Giuliana Grandiello, arrivando a Frattamaggiore aveva sposato nel 1626 l'ultima erede della famiglia Stanzione, Porzia, figlia di Paolo Stanzione - matrimonio officiato da Pietro de Angelo.
Nella Basilica di San Sossio Levita e Martire, nel mezzo della navata presso il quarto arco della navata laterale a sinistra, rimossa nel restauro di fine Ottocento, vi era una lapide dell'anno 1801, la cui iscrizione ricordava che Cesare Stanzione nell'anno 1589 vi aveva stabilito il sepolcro della famiglia Stanzione, diventata col tempo anche della famiglia Niglio quale legittima erede
𝘚𝘦𝘱𝘶𝘭𝘤𝘳𝘶𝘮 𝘲𝘶𝘰𝘥 𝘊𝘢𝘦𝘴𝘢𝘳
𝘚𝘵𝘢𝘯𝘵𝘪𝘰𝘯𝘶𝘴 𝘢𝘯𝘯𝘰 𝘔𝘋𝘓𝘟𝘟𝘟𝘐
𝘴𝘶𝘪𝘴 𝘱𝘰𝘴𝘵𝘦𝘳𝘪𝘴 𝘱𝘢𝘳𝘢𝘷𝘦𝘳𝘢𝘵
𝘚𝘰𝘴𝘪𝘶𝘴 𝘚𝘵𝘢𝘯𝘵𝘪𝘰𝘯𝘶𝘴 𝘦𝘵 𝘑𝘰𝘴𝘦𝘱𝘩 𝘕𝘪𝘨𝘭𝘪𝘶𝘴 𝘴𝘶𝘪𝘴 𝘴𝘶𝘪𝘴𝘲𝘶𝘦 𝘩𝘦𝘳𝘦𝘥𝘦𝘴 𝘳𝘦𝘴𝘵𝘪𝘵𝘶𝘦𝘯𝘥𝘶𝘮 𝘤𝘶𝘳𝘢𝘷𝘦𝘳𝘶𝘯𝘵
𝘢𝘯𝘯𝘰 1801
Verso la metà del XVII secolo vi fu una prima ristrutturazione, commissionata dal notaio Carlo Francesco Niglio. Egli era amico del famoso pittore napoletano Andrea Vaccaro, il quale nel 1640 gli fece da testimone nel suo matrimonio con Teresa Flores. Ulteriori ristrutturazioni furono eseguite da un suo discendente, Michele Niglio Tenente Capitano delle Reali Guardie del Corpo del re Ferdinando IV di Borbone, che volle attorno al 1780 un radicale rifacimento, sia esterno che interno, che fruttò le decorazioni ancora esistenti. Altre modifiche, riguardanti soprattutto la facciata e la scala di rappresentanza, vennero apportate negli anni antecedenti all'Unità d'Italia da Antonio Iadicicco, avvocato liberale, consigliere provinciale e primo sindaco postunitario della cittadina tra il 1862 e il 1873, che aveva ereditato l'edificio dalla madre Teresa Niglio. Allo stato attuale appartiene ai discendenti (precisamente alla famiglia Iadicicco-de Notaristefani di Vastogirardi) che si sono prodigati nel manutenerlo con costanza.

## Esterno
Il palazzo si presenta, lungo la via Atellana, come una sobria ed elegante costruzione di un solo piano. La facciata è sormontata da un cornicione ornamentale aggettante e ricoperta nel basamento da un semplice bugnato liscio; mentre il piano nobile (come detto sopra, unico piano dell'edificio) presenta delle finestre con balconi, dotati di sporti in pietra, che si alternano. Superato il portale in pietra vesuviana, in seguito a un breve androne, si è nell'ampio cortile, con aiuole di cikas e palme. 

## Interno
La scala ottocentesca mena agli interni (ottimamente conservati grazie ai recenti restauri), dove spicca soprattutto la fastosa galleria di gusto rococò, datata 1783, pavimentata con delle riggiole in cotto dipinte a mano (a imitazione del marmo) e affrescata sulla volta con scene dell'Antica Roma e puttini musicanti su finti cornicioni da Pietro Malinconico (forse appartenente all'omonima dinastia di pittori, i cui membri più celebri furono Andrea e Nicola); mentre un pittore non identificato si occupò della decorazione parietale, caratterizzata da finte architetture, entro le quali si inseriscono figure mitologiche in monocromo. Secondo alcune autorevoli fonti in questo storico Palazzo nacque il famoso pittore Massimo Stanzione. Infine alcune sale attigue posseggono decorazioni neopompeiane coeve; mentre purtroppo non è più esistente la cappella privata.